# Lina Länsberg
Lina Sofia Anette Länsberg, (født 13. marts 1982 i Karlstad i Sverige), er en svensk thaibokser og MMA-uddøver som siden 2016 har konkurreret i organisationen Ultimate Fighting Championship (UFC). Hun har tidligere kæmpet i blandt andet, Cage Warriors. hvor hun var kvindelig bantamvægt-mester.

## Thaiboksning-karriere
Länsberg blev i 2008 og 2012 verdensmester i Thaiboksning. Hun har også været svensk mester, nordisk mester og europæisk mester i sporten.

## MMA-karriere
I sin professionelle MMA-debut, kæmpede Länsberg mod den kommende stjerne, svenske Pannie Kianzad den 29. december 2012 på Trophy MMA 1.
Hun vandt herefter sine 6 næste kampe (4 via TKO, 2 på point) hvor hun konkurrerede i Cage Warriors og andre europæiske organisationer. Dette inkluderede hendes sejr mod Alexandra Buch via TKO i 1. omgang den 16. maj, 2015 på Superior Challenge 12, og vandt hermed organisationens kvindelige bantamvægt-mesterskabstitel. En anden stor sejr var en enstemmig afgørelse mod Lucie Pudilová den 28. november 2015 på Battle of Botnia 2015.

### Ultimate Fighting Championship
Länsberg mødte Cris Cyborg i hovedkampen på UFC Fight Night: Cyborg vs. Lansberg i Brasilien den 24. september 2016. Justino vann matchen via TKO i andra ronden.
Den 18. marts 2017 mødtes Länsberg og Lucie Pudilová på UFC Fight Night: Manuwa vs. Anderson. Länsberg vandt kampen via enstemmig afgørelse.
På UFC Fight Night: Cerrone vs. Till mødtes Länsberg og Aspen Ladd i en kamp som Ladd vandt via TKO i 2. omgang.
Länsberg og Gina Mazany mødtes på UFC Fight Night: Thompson vs. Till den 27 maj 2018. Länsberg vandt kampen via enstemmig afgørelse.
På programmet til UFC 229 med Conor McGregor mod Khabib Nurmagomedov i hovedkampen, den 6. oktober 2018 mødtes Länsberg og Jana Kunitskaja. Kunitskaja vandt kampen via enstemmig afgørelse.